# Antonio Deig Clotet
Antonio Deig Clotet (Navàs, Barcelona, 11 de marzo de 1926- Manresa, 12 de agosto de 2003) fue un eclesiástico español. 

## Biografía
Fue ordenado sacerdote el 16 de abril de 1949. 
Estudió en el Seminario de Solsona. 
Licenciado en Derecho Canónico por la Universidad Pontificia de Salamanca (1958-1960).
Fue secretario particular del obispo Josep Pont i Gol, en la Diócesis de Segorbe-Castellón (1951-1970) y en la de Tarragona (1970-1977). 
Fue profesor del seminario y director de la revista de la Diócesis de Segorbe-Castellón (1953-1970) y vicario y delegado episcopal para asuntos económicos (1971-77). 
Ha sido obispo de Menorca, nombrado el 22 de septiembre de 1977 y de Solsona, desde el 7 de marzo de 1990. 
Fue miembro del Consejo de Economía de la Conferencia Episcopal Española desde 1978, y también de las comisiones episcopales de Medios de Comunicación Social (1978-1983) y de Pastoral (1983). Recibió la Cruz de Sant Jordi en 2002. 
Es autor de los libros de poesía: D´unes i altres (1976), La paraula i el ritme (1980) y O Menorca! (1982).
Falleció siendo Obispo Emérito de Solsona en la ciudad de Manresa en el año 2003.

## Sucesión
| Predecesor: Miguel Moncadas Noguera | Obispo de Menorca 1977 – 1990 | Sucesor: Manuel Ureña Pastor administrador apostólico |
| Predecesor: Miguel Moncadas Noguera | Obispo de Solsona 1990 – 2001 | Sucesor: Jaime Traserra Cunillera                     |